# Marcel Audiffren
Pour les articles homonymes, voir Audiffren.
Marcel Audiffren était un abbé cistercien.
Il fut aussi inventeur et physicien, et utilisa ses capacités en thermodynamique pour confectionner des très bons réfrigérateurs, d'abord pour le vin des moines de son abbaye. Par la suite, il s'appliqua à promouvoir l'utilisation domestique de tels réfrigérateurs et en créa des modèles qui furent ensuite manufacturés. Ces produits novateurs coûtaient en général assez cher.

## Le Frigorigène de l'Abbé Audiffren
Le frigorifère d'Audiffren présente une rupture technologique de par sa conception "hermétique", l'ensemble de ses composants étant contenus dans un même volume, dans lequel circule aussi le fluide frigorigène (SO2). A ce titre, on peut considérer que Marcel Audiffren est l'inventeur du "compresseur hermétique" qui équipe aujourd'hui l'immense majorité de nos réfrigérateurs, entre autres.

## Principe
Sur un même arbre, reposant sur des paliers et mû par un moteur extérieur par l'intermédiaire d'un accouplement poulie/courroie, se trouve une sphère creuse, contenant un compresseur à piston, libre de rotation sur cet arbre. Son centre de gravité est disposé de manière qu'il ne tourne pas lorsque l'arbre tourne. Cette sphère est positionnée dans l'air ambiant fait office de condenseur et de réservoir de liquide haute pression.
Sur le même arbre et à l'opposé de la poulie, se trouve une seconde sphère creuse (ou sphère aplatie), solidaire de l'arbre, à l'intérieur de laquelle est détendu le fluide frigorigène, au travers de l'arbre. Cette sphère fait office d'évaporateur tournant, muni d'ailettes sur sa circonférence (pour refroidir de l'air) ou lisse, pour fabrication de glace, par immersion dans de l'eau.
La vapeur de fluide frigorigène retourne au compresseur toujours au travers de l'arbre.

## Commercialisation en Europe
La première unité a été vendue en 1911. Les machines Audiffren étaient chères; à environ 1 000 $ US, elles coûtaient environ deux fois plus cher qu'une automobile de l'époque. Brown, Boveri & Cie (BBC) a acheté la licence de la machine en 1909 et a produit le "Red-Silver-Kühlautomat AS" de 1910 pour le marché allemand jusqu'au début des années 1930 en grand nombre à l'usine de Sarrebruck; Des bureaux ont été installés dans toutes les grandes villes allemandes pour les ventes. La machine était produite sous licence dans le monde entier dans pratiquement tous les pays industriels, comme la France, l'Angleterre et les États-Unis - à l'époque, c'était la machine de réfrigération la plus populaire pour le secteur commercial. Il servait à faire fonctionner les réfrigérateurs, les refroidisseurs de lait, les chambres froides et les premiers systèmes de climatisation.